# Bartolomeo Ortolani
Bartolomeo Ortolani (* 14. September 1839 in Ravenna, Italien; † 22. Juni 1908) war Bischof des Bistums Ascoli Piceno.
Ortolani wurde am 21. September 1877 von Pius IX. zum Bischof von Ascoli Piceno ernannt. Er starb mit 68 Jahren im Bischofsamt.